# Носовка (Полтавская область)
Но́совка (укр. Носівка) — село,
Черноглазовский сельский совет,
Полтавский район,
Полтавская область,
Украина.
Код КОАТУУ — 5324086909. Население по переписи 2001 года составляло 7 человек.

## Географическое положение
Село Носовка находится в 2-х км от реки Полузерье, в 1-м км от села Соломаховка. По селу протекает пересыхающий ручей с запрудой.